# Khagaria
Khagaria est une ville indienne située dans le district de Khagaria dans l’État du Bihar. En 2011, sa population était de 49 406 habitants.

## Source de la traduction
- (en) Cet article est partiellement ou en totalité issu de l’article de Wikipédia en anglais intitulé « Khagaria » (voir la liste des auteurs).